# Kunratice u Cvikova
Kunratice u Cvikova – gmina w Czechach, w powiecie Česká Lípa, w kraju libereckim. 1 stycznia 2014 liczyła 616 mieszkańców.